# The Timber Queen
The Timber Queen er en amerikansk stumfilm fra 1922 af Fred Jackman.

## Medvirkende
- Ruth Roland som Ruth Reading
- Bruce Gordon som Don Mackay
- Val Paul som James Cluxton
- Leo Willis som Bull Joyce
- Frank Lackteen som Vance
- Bull Montana
- Al Ferguson